# Заврх-под-Шмарно Горо
Заврх-под-Шмарно Горо (словен. Zavrh pod Šmarno Goro) — поселення в общині Медводе, Осреднєсловенський регіон, Словенія. 
Висота над рівнем моря: 358,4 м.